# Música (pel·lícula)
Música (títol original, Music) és una pel·lícula dramàtica del 2023 coproduïda per Alemanya, França i Sèrbia, escrita i dirigida per Angela Schanelec. Protagonitzada per Aliocha Schneider i Agathe Bonitzer, la pel·lícula és un relat modern del mite grec d'Èdip. S'ha subtitulat al català.
La pel·lícula es va estrenar al 73è Festival Internacional de Cinema de Berlín, a la competició principal de l'Os d'Or. Durant el festival Schanelec va guanyar l'Os de Plata al millor guió. La pel·lícula es va estrenar als cinemes alemanys el 4 de maig de 2023 i als francesos el 8 de març de 2023.